# Cầu rễ cây
Cầu rễ cây là một loại hình tạo dáng cây thường gặp ở bang Meghalaya của Ấn Độ. Chúng được người Khasi và Jaintia tạo ra từ rễ lộ thiên của cây đa búp đỏ (Ficus elastica) ở miền đồi núi dọc mạn nam của cao nguyên Shillong. Tại Ấn Độ, cầu rễ cây cũng hiện diện ở bang Nagaland
Cầu rễ cây còn có mặt ở Indonesia (trên đảo Sumatra và Java).